# 갓

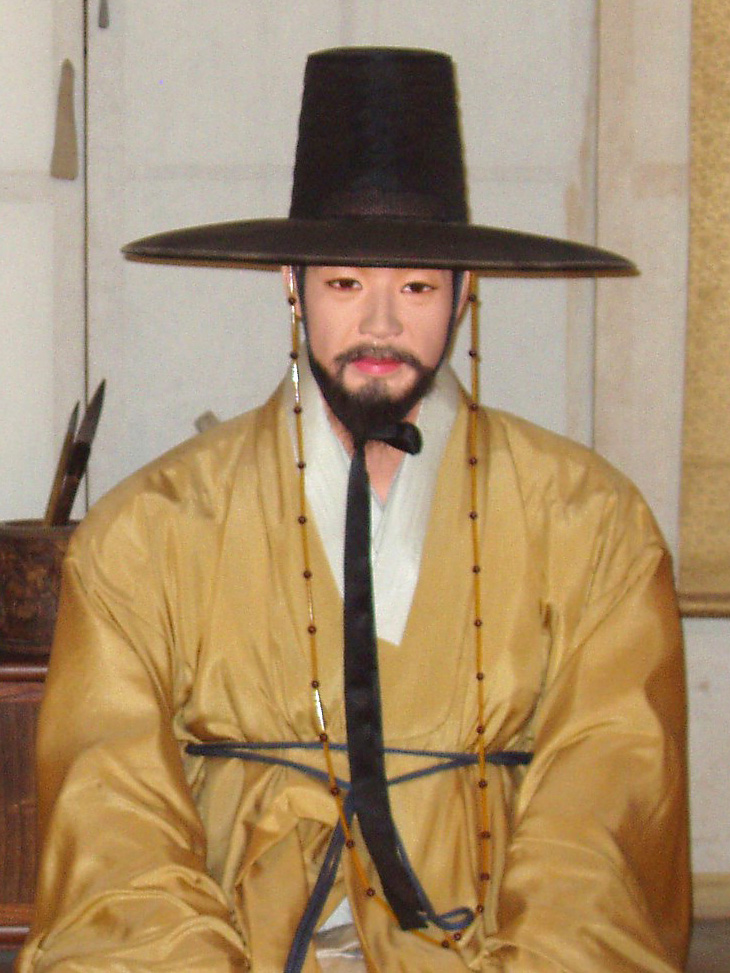
갓의 일종인 흑립.

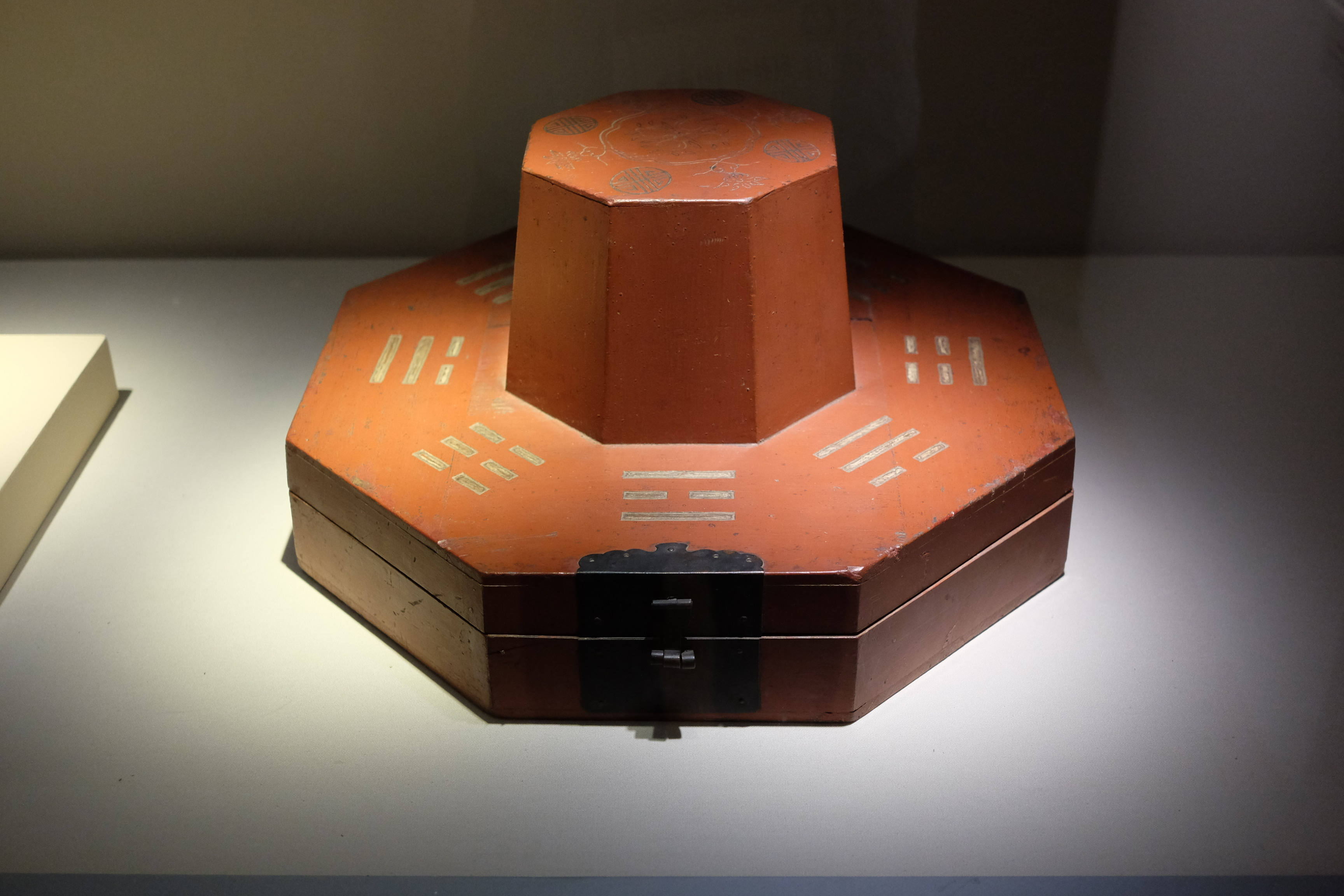
주칠 팔각 갓집, 조선, 19세기, 소나무, 이화여자대학교 박물관.

갓은 조선 시대 복식의 하나로, 양반이 머리에 쓰는 관모(冠帽)의 일종이다. 머리를 덮는 부분인 모자(帽子)와 얼굴을 가리는 차양부분인 양태(凉太)로 이루어진다. 갓은 크게 모자, 양태의 구별이 어려운 방갓형과 그 구별이 뚜렷한 패랭이형으로 나눈다. 방갓형에는 삿갓·방갓 등이 있고, 패랭이형에는 패랭이·초립·흑립·주립·백립·옥로립 등이 있다.
갓싸개는 갓을 보호하는 천으로 신분의 귀천에 따라서 포(布)·사(紗)·모(毛) 등으로 구별하였다. 갓끈은 갓에 달린 끈으로 갓끈의 모양과 재료만 가지고도 신분을 알 수 있었다. 갓양태는 갓의 차양에 해당하는 둥글고 넓적한 부분으로 실낱처럼 가늘게 떠낸 대올을 엮어 만든다. 귀천에 따라서 갓양테의 넓이가 달랐다. 갓의 둥그스런 모양은 원형의 대나무 틀에 의하여 만들어진다.
19세기에는 중인이상과 기혼자만이 갓을 쓸 수 있었으며, 상투를 보호하는 모자이다. 갓은 매우 손상되기 쉬운 모자로서, 외부충격에 쉽게 모양이 상한다. 이 때문에 갓을 쓴 사람은 갓이 손상되지 않게 유념해야 한다. 영·정조 때의 갓은 그 시대의 풍속도에서 볼 수 있는 바와 같이, 양태가 비교적 넓었다. 거기에 밀화나 호박·대모 등으로 만든 갓끈을 가슴 밑으로 길게 늘어뜨려 그 멋을 한층 더하였다. 순조 말기에는 양태가 더욱 넓어져서 종전의 어깨를 덮을 정도에서 앉은 사람을 완전히 덮을 정도가 되었는데, 흥선대원군 집정 이후 사회개혁의 일환으로 갓의 폭이 좁아지기도 하였다.
조선은 모자의 나라이고, 늘 자신을 가다듬으려 했던 선비의 정신이다. 갓의 본래 이름은 ‘흑립(黑笠·검은 갓)’이다. 옻칠을 했다는 뜻에서 ‘칠립(漆笠)’이라 부르기도 한다. 양반들이 주로 외출용으로 썼는데, 사대부들이 가장 아끼고 사랑하던 모자이며, 조선시대 사대부가 사람을 대할 땐 반드시 갓을 써야 하였다. 그밖에 백정이 쓰던 평량갓과 서자가 쓰던 서자갓이 있었다.

## 같이 보기
- 갓일(갓을 만드는 일)

갓의 종류
- 평량자
- 패랭이
- 삿갓
- 전립
- 흑립
- 발립
- 중립
- 초립